# 中国中車大連機車車輛

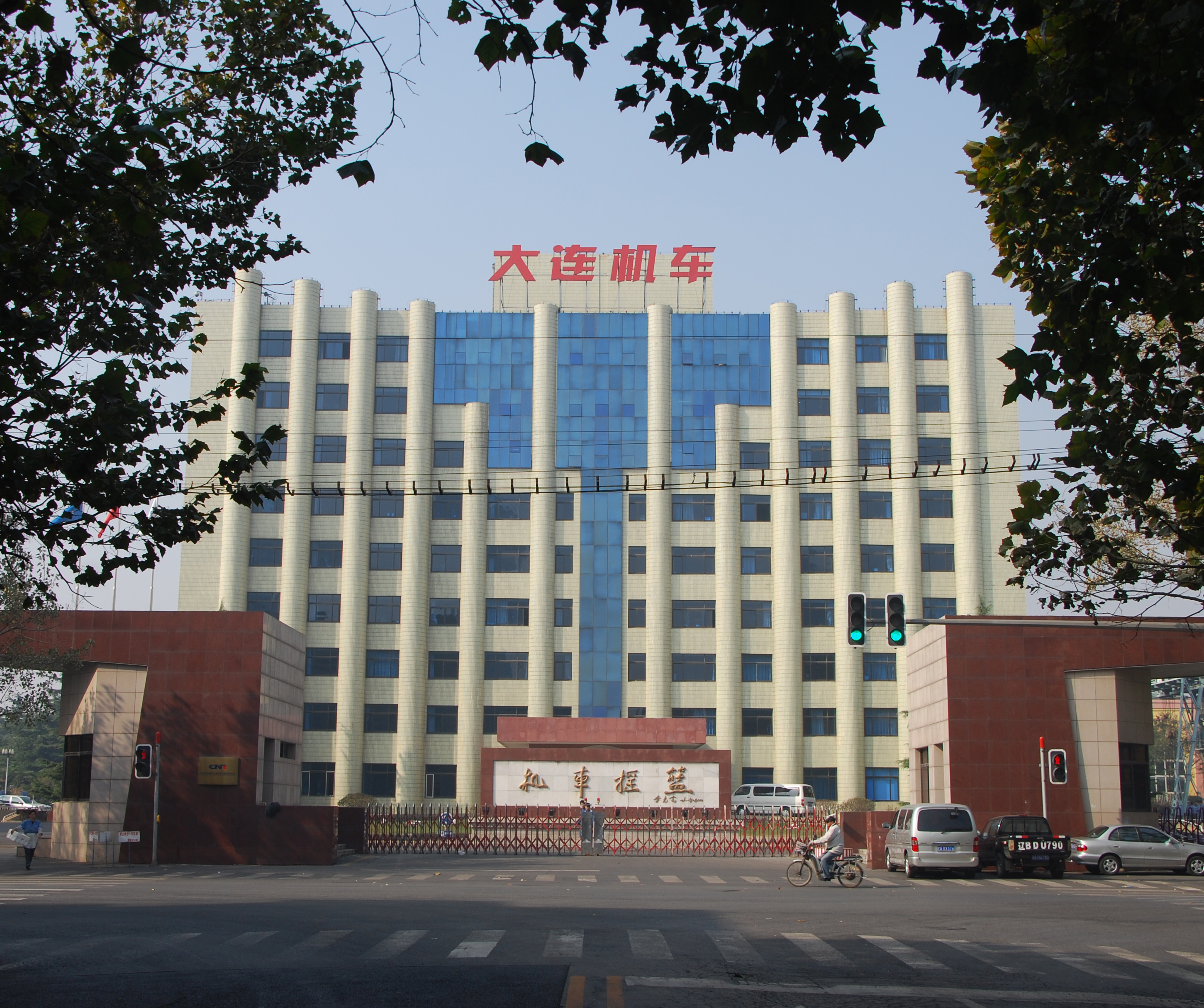
大連機車車輛有限公司の入口（中長街と興工街の交差点）

中国中車大連機車車輛有限公司（ちゅうごくちゅうしゃだいれんきしゃしゃりょうゆうげんこうし CRRC Dalian Locomotive and Rolling Stock Co., Ltd. ）は中華人民共和国遼寧省大連市にある鉄道、軌道車輛の設計、製作を行う。以前は中国北車集団、現在は中国中車グループの企業。

## 沿革
- 1899年 - 東清鉄道沙河口工場として発足。
- 1905年 - 南満州鉄道所属となる。
- 1914年 - 当工場初の蒸気機関車（ソリシ型）を製造。
- 1934〜44年、特急列車「あじあ」の機関車を日本の川崎車輛とで製作、その専用客車をすべて製作。
- 1945年8月 - 旧満鉄がソ連に接収され、中ソ友好同盟条約によって中ソ合弁の中国長春鉄路所属となる。
- 1949年 - 旧満鉄の施設が中華人民共和国へ返還され大連機車車輛厰に名称変更。
- 1952年 - 鉄道部機車車輛製造局所属となる。
- 1958年 - 鉄道部機車車輛製造局と機車車輛修理局が合併し鉄道部機車車輛工業総局の管轄下となる。
- 1986年 - 中国鉄路機車車輛工業総公司に改組。
- 1995年 - ISO 9001、ISO 9002を取得
- 2000年9月 - 国有企業の分割化に伴い、中国機車車輛総公司工業が分割され、中国北方機車車輛工業集団公司(中国北車)の傘下となる。
- 2002年3月 - 大連機車車輛有限公司に名称変更。
- 2002年4月 - ISO 14000取得
- 2002年9月 - 東芝との合弁企業、大連東芝機車電気設備を設立。
- 2008年12月 - 中国北車と大連市は旅順口区に40万平米の土地に、国内最大の新機関車工場・開発拠点を建設する契約を交わした。[1]
- 2009年11月 - 大連機車車輛は旅順口区旅順経済開発区で新工場の定礎式を挙行した。[2]
- 2015年6月 - 中国北車と中国南車とが合併し設立された中国中車の傘下となり、中車大連機車車輛に改称。
- 2015年5月 - 大連地下鉄2号線が開通し、大連機車車輛が製造した4両編成の車両が使われている。[3]

## 主な事業
- 鉄道、軌道車輛（機関車、気動車、電車）の新造。

## 主な製造車輛
- 満鉄パシニ形（G1形）蒸気機関車

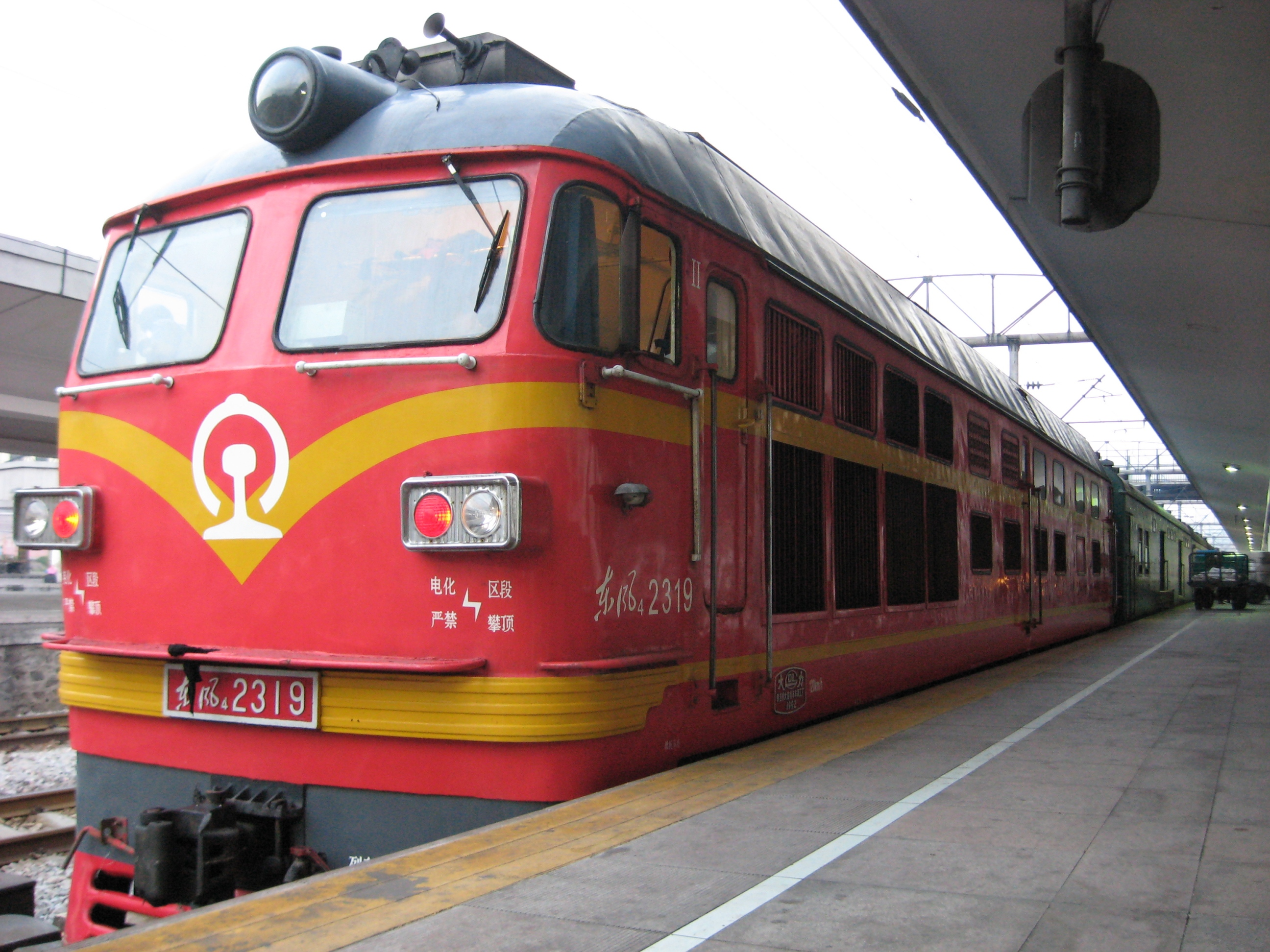
東風4型ディーゼル機関車

- 満鉄パシコ形蒸気機関車（→中国国鉄勝利（SL）5型蒸気機関車）
- 満鉄パシナ形蒸気機関車 （「あじあ」牽引専用）（→中国国鉄勝利（SL）7型蒸気機関車）
- 満鉄ミカコ形蒸気機関車（→中国国鉄解放（JF）5型蒸気機関車）
- 中国国鉄前進型蒸気機関車（QJ）
- 中国国鉄建設型蒸気機関車（JS）
- 中国国鉄東風（DF）4B型ディーゼル機関車
- 中国国鉄東風（DF）6型ディーゼル機関車
- 中国国鉄東風（DF）8B型ディーゼル機関車（3000番台）
- 中国国鉄東風（DF）10F型ディーゼル機関車
- 中国国鉄韶山（SS）4型電気機関車
- 中国国鉄韶山（SS）7E型電気機関車（7000番台）
- 中国国鉄HXD3型電気機関車 （東芝と共同開発）
- 中国国鉄HXD3B型電気機関車 （ボンバルディアと共同開発）
- 中国国鉄HXN3型ディーゼル機関車 （EMDと共同開発）
- マレー鉄道向けのクラス29ディーゼル機関車
- 中国国鉄HXD3C型電気機関車

### 地下鉄車両
- 西安地下鉄1号線
- 大連地下鉄
- 瀋陽地下鉄1号線
- 天津地下鉄2号線

## 大連研究所

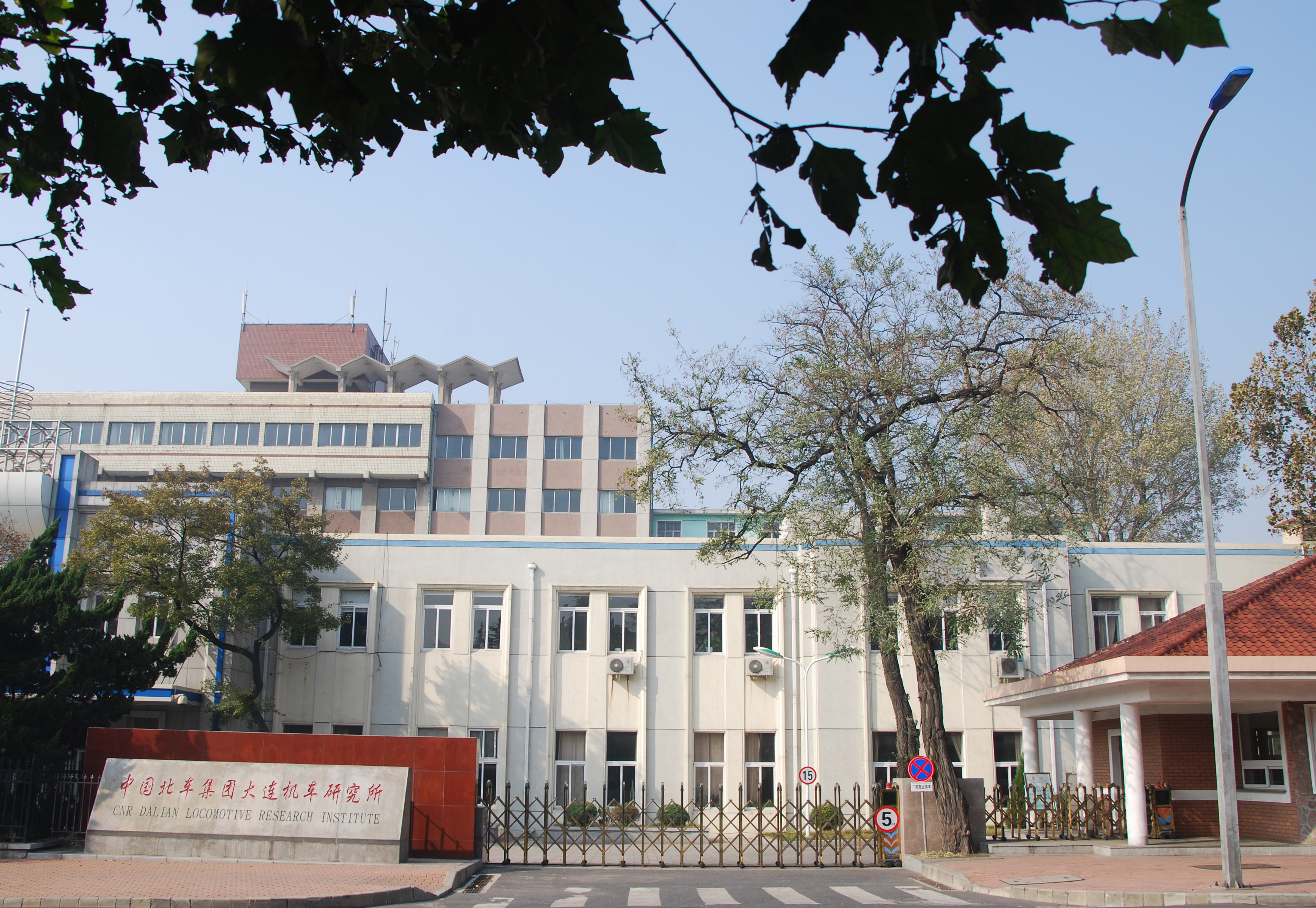
北車・大連機車研究所の入口（興工街）

研究開発機関として、北車・大連機車研究所が構内にある。また、基礎研究は近くの大連交通大学でも行われている。